# 14468 Ottostern
14468 Ottostern este un asteroid din centura principală de asteroizi.

## Descriere
14468 Ottostern este un asteroid din centura principală de asteroizi. A fost descoperit pe 19 iulie 1993 la Observatorul La Silla de Eric Walter Elst. Asteroidul prezintă o orbită caracterizată de o semiaxă mare de 2,43 ua, o excentricitate de 0,16 și o înclinație de 3,3° în raport cu ecliptica.